# Апітоксинотерапія

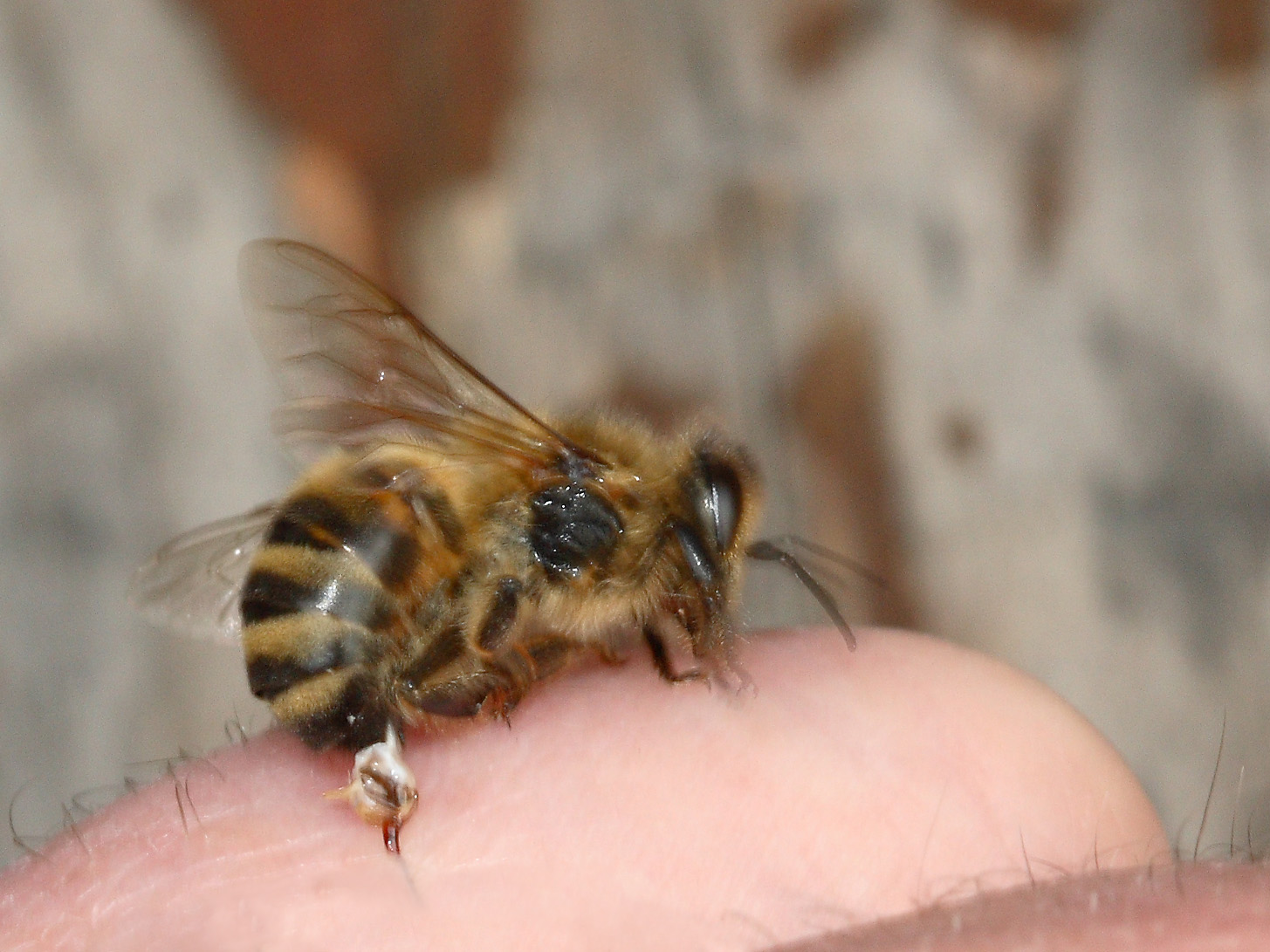

Апітоксинотерапія або лікування бджолиною отрутою (англ. bee venom therapy (BVT)) — лікування апітоксином (бджолина отрута), ключовий метод апітерапії. У своїй природній формі — бджоловжалення, також може застосовуватися парентерально (ін'єкціями, інгаляційно), нанесенням на шкіру (мазі, електрофорез) та ін. При терапії бджолиною отрутою слід дотримуватися обережності, проводити її повинен фахівець. У сучасній медицині нею лікують безліч захворювань:655: перш за все це захворювання опорно-рухового апарату, нервової системи, а також пов'язані з імунною системою, та, останнім часом, навіть рак.
Клінічні випробування і ретельне тестування довели, що апітоксінотерапія є ефективним методом лікування.
У фармакопеях 12 європейських країн розчин бджолиної отрути визнаний як лікарський засіб. Ін'єкції бджолиної отрути сертифіковані південнокорейською FDA як біотерапевтичних лікарський засіб.
В Україні діє Інструкція по лікуванню бджолиною отрутою, затверджена Проблемною комісією «Фармація» Міністерства охорони здоров'я та Академії медичних наук України в 2014 році.
Бджолину отруту з лікувальною метою людство використало з найдавніших часів, для лікування ревматизму і артриту її застосування простежується в Стародавніх Єгипті, Греції та Китаю. Перші відомі нам свідчення про лікування бджолиною отрутою зустрічаються вже у Гіппократа.
У другій половині XIX століття було покладено початок клінічному вивченню дії бджолиної отрути.
У 1957 році Міністерство охорони здоров'я СРСР санкціонувало використання бджолиної отрути для лікування відповідно до «Інструкції по застосуванню апітерапії (лікування бджолиною отрутою) шляхом бджоловжалення» (авторства М. М. Артемова та Г. П. Зайцева).
«Цілюща сила бджолиної отрути була заново відкрита в лабораторних умовах з використанням тваринних моделей і клітинних культур», — відзначається у 2017 році в «Clinical Reviews in Allergy & Immunology».